# Scarlet Witch (2015)
Scarlet Witch (2015)foi uma revista em quadrinhos publicada pela Marvel Comics e lançada entre 2015 e 2017.  Foi escrita por James Robinson com as artes de capas feitas por David Aja. Os artistas variam a cada edição, tendo nomes como Vanessa Del Rey, Marco Rudy, Steve Dillon, Javier Pullido, Marguerite Sauvage, Annie Wu, Tula Lotay, Joelle Jones, Leila Del Duca, Annapaolla Martello, Jonathan Marks e Shawn Crystal.
Faz parte da fase All New, All Different da Marvel, e é o segundo volume solo da personagem Feiticeira Escarlate.

## Enredo
A feitiçaria está quebrada, e a Feiticeira Escarlate precisa embarcar em uma jornada pelo mundo para consertá-la! Dos becos de Manhattan às Ilhas Gregas e ao interior da Irlanda, Wanda Maximoff enfrenta mitos e lendas, combate maldições e descobre que há mais coisa envolvida em sua complexa história familiar do que ela imaginava. Mas será o poderoso mago conhecido como Feiticeiro Esmeralda amigo ou inimigo? E mesmo se conseguir restituir a feitiçaria, Wanda precisará descobrir o que a fragmentou! O caminho da feitiçaria é árduo e cheio de perigos!

## Produção
O roteirista James Robinson disse que pesquisou sobre o povo Rom para escrever a obra.

## Publicação
A primeira edição do volume foi publicada em 3 de novembro de 2015, enquanto sua edição final chegou as bancas em 30 de janeiro de 2017. A Panini Comics lançou uma edição encadernada reunindo as edições em março de 2021, sob o título de "Feiticeira Escarlate: O Caminho das Bruxas".

## Recepção
A série possui uma avaliação crítica de 8.1/10 geral, indicado pelo site Comicbook Round Up. Chase Magnett, do site Comicbook.com, disse que Robinson e Del Rey, na primeira edição, "são capazes de trabalhar seus próprios mitos e reformular sua personagem principal em sua melhor forma para sua história". Paul Manzato, do Graphic Police, em uma crítica a última edição, alega que "James Robinson dá um final bacana ao encerrar a história", dizendo que "É realmente mostrado como a personagem muda como resultado de sua jornada, e como ela está pronta para encarar seu futuro".